# Fabian Boll
Fabian Boll (født 16. juni 1979 i Bad Bramstedt) er en tysk tidligere fodboldspiller, der det meste af sin karriere spillede i FC St. Pauli.